# Gan tteor-eojineun donggeo
Gan tteor-eojineun donggeo (간 떨어지는 동거?), nota anche con il titolo internazionale My Roommate is a Gumiho, è una serie televisiva sudcoreana del 2021.

## Trama
La studentessa Lee Dam inavvertitamente ingoia una misteriosa perla uscita per sbaglio dalla bocca dell'enigmatico e giovane insegnante Shin Woo-yeo; ciò che la ragazza non sa è che in realtà Woo-yeo è uno spirito-volpe (noto anche come gumiho) di novecentonovantanove anni, che stava per diventare definitivamente un umano. I due si ritrovano a dover vivere insieme: se Lee Dam non riuscirà a liberarsi della perla entro un anno, sarà destinata a un'improvvisa morte, mentre Woo-yeo rimarrà per sempre una volpe.